# 河ふぐ
河ふぐ（かわふぐ）とは、岐阜県飛騨地方ではナマズのこと。同地では特にアメリカナマズ（チャネルキャットフィッシュ）の呼称となっている。ここでは岐阜県飛騨市河合町の特産について記述する。

## 概要
ここでいう「河ふぐ」とは、北アメリカミシシッピ川原産のナマズの一種、アメリカナマズのことである。
宮川（神通川）の支流である岐阜県飛騨市河合町の小鳥川にある下小鳥ダム（下小鳥湖）で飼育されている。茨城県霞ヶ浦より2kg程度の成魚を購入し、1年間飼育して3kgにまで育てて出荷される。
飛騨市などの旅館やペンションで提供されている。高山市にも提供する店がある。飛騨市内へは年間約4tほど出荷されている。身は白く（ちょっと黄色い）、淡白。刺身、唐揚、蒲焼等にて食される。刺身については河豚とよく似た食感であり、薄造りで食されるため、名称の由来となる。
なお、淡水棲のフグは南米などに実際に存在するが、本種とは無関係である。

## 歴史
- 1982年（昭和57年） - 吉城郡河合村（現飛騨市）の下小鳥ダム湖に、茨城県霞ヶ浦産のチャネルキャットフィッシュの稚魚を放流。飼育を開始。
  - 当時は「ナマズ料理」として、地元の料理店で提供されていた。
- 1992年（平成4年） - 当時の梶原拓岐阜県知事が試食し、フグに負けない味である事から、「高級河ふぐ料理　飛騨清流なまず」と命名する。
- 2005年（平成17年） - 特定外来生物による生態系等に係る被害の防止に関する法律によりチャネルキャットフィッシュは特定外来生物に指定され、下小鳥ダム湖での飼育が困難となる。
- 2006年（平成18年） - 魚の流出防止対策の徹底を条件に、下小鳥ダム湖での飼育が可能となる。